# Waldir Maymone
Waldir Maymone (Campo Grande, 2 de dezembro de 1921 – 27 de abril de 2010) foi um médico brasileiro.
Graduado em medicina pela Faculdade de Medicina da Bahia, em 1949, tornando-se membro do CBR (Colégio Brasileiro de Radiologia e Diagnóstico por Imagem) em 1964. Foi eleito membro honorário da Academia Nacional de Medicina em 1998.